# Det skotske højland
Det skotske højland (engelsk: the Scottish Highlands) er en fysiografisk og kulturel region, der dækker det nordlige Skotland. Den nordlige del af højlandet tilhører Highland Council, en skotsk kommune (council area), mens en sydlig del ligger i adskillige andre kommuner; Aberdeenshire, Angus, Argyll and Bute, Moray, North Ayrshire, Perth and Kinross, Stirling and West Dunbartonshire.
Skotland består traditionelt af tre hoveddele: lavlandet, højlandet og øerne. Hovedparten af befolkningen bor i lavlandet, hvor de større byer Edinburgh og Glasgow ligger. Det skotske højland er tyndt befolket og har fortsat en anden kultur end lavlandet.
Inverness bliver regnet som "hovedstaden" for højlandet. Traditionelt skiller man det skotske højland fra lavlandet ved at tegne en nordvestlig linje fra Dumbarton til Stonehaven. Nogle af øerne, som Hebriderne, bliver undertiden regnet med til højlandet.

## Steder af interesse
- An Teallach
- Aonach Mòr (Nevis Range ski centre)
- Arrochar Alps
- Balmoral Castle
- Balquhidder
- Battlefield of Culloden
- Beinn Alligin
- Beinn Eighe
- Ben Cruachan
- Ben Lomond
- Ben Macdui (næsthøjeste bjerg i Skotland og Storbritannien)
- Ben Nevis (højeste bjerg i Skotland og Storbritannien)
- Cairngorms National Park
- Cairngorm Ski centre nær Aviemore
- Cairngorm Mountains
- Caledonian Canal
- Cape Wrath
- Carrick Castle
- Castle Stalker
- Castle Tioram
- Chanonry Point
- Conic Hill
- Culloden Moor
- Dunadd
- Duart Castle
- Durness
- Eilean Donan
- Fingal's Cave (Staffa)
- Fort George
- Glen Coe
- Glen Etive
- Glen Kinglas
- Glen Lyon
- Glen Orchy
- Glenshee Ski Centre
- Glen Shiel
- Glen Spean
- Glenfinnan (og  togstation og viadukt)
- Grampian Mountains
- Hebriderne
- Highland Folk Museum – Det første frilandsmuseum i Storbritannien
- Highland Wildlife Park
- Inveraray Castle
- Inveraray Jail
- Inverness Castle
- Inverewe Garden
- Iona Abbey
- Isle of staffa
- Kilchurn Castle
- Kilmartin Glen
- Liathach
- Lecht Ski Centre
- Loch Alsh
- Loch Ard
- Loch Awe
- Loch Assynt
- Loch Earn
- Loch Etive
- Loch Fyne
- Loch Goil
- Loch Katrine
- Loch Leven
- Loch Linnhe
- Loch Lochy
- Loch Lomond
- Loch Lomond and the Trossachs National Park
- Loch Lubnaig
- Loch Maree
- Loch Morar
- Loch Morlich
- Loch Ness
- Loch Nevis
- Loch Rannoch
- Loch Tay
- Lochranza
- Luss
- Meall a' Bhuiridh (Glencoe Ski Centre)
- Scottish Sea Life Sanctuary at Loch Creran
- Rannoch Moor
- Red Cuillin
- Rest and Be Thankful del af A83
- River Carron, Wester Ross
- River Spey
- River Tay
- Ross and Cromarty
- Smoo Cave
- Stob Coire a' Chàirn
- Stac Polly
- Strathspey Railway
- Sutherland
- Tor Castle
- Torridon Hills
- Urquhart Castle
- West Highland Line (malerisk jernbane)
- West Highland Way (langdistance vandrerute)
- Wester Ross

## Whisky
Highlands bruges som betegnelse for whisky fra dette område.
Kendte destillerier i området:
- Glen Ord
- Glenmorangie
- Dalmore
- Dalwhinnie